# Acianthera erosa
Acianthera erosa är en orkidéart som först beskrevs av Leslie Andrew Garay, och fick sitt nu gällande namn av Ined. Acianthera erosa ingår i släktet Acianthera och familjen orkidéer. Inga underarter finns listade i Catalogue of Life.